# Даска
Даска (англ. Daska) — город в провинции Пенджаб, Пакистан, расположен в округе Сиялкот. Население — 146 579 чел. (на 2010 год).

## История
До раздела Британской Индии, город Даска находился под британским колониальным правлением. Город приобрел известность благодаря развитой пищевой промышленности, производству сельскохозяйственных машин, спортивных товаров и музыкальных инструментов. В окрестностях города широко развито сельского хозяйство.
Mooranwalee Kothi (Особняк павлинов) является историческим зданием в Даске. Он был построен в 1930 году известной семьёй сикхов, которые позже эмигрировали в Индию в 1947 году.

## Демография
| 1961   | 1972   | 1981   | 1998    | 2010    |
| ------ | ------ | ------ | ------- | ------- |
| 20 406 | 34 487 | 55 555 | 101 500 | 146 579 |